# نسا دياب
نسا دياب، المعروفة باسم الشهرة نسا، هي مقدمة برامج شخصية بالإذاعة والتلفزيون أميركي من أصل مصري.  

## روابط خارجية
- الموقع الرسمي